# Holla Holla
Holla Holla – singel promocyjny z trzeciego albumu Freedom senegalskiego rapera Akona, wydany 2 grudnia 2008 roku w formacie digital download.

## Lista utworów
1. "Holla Holla" (Feat. T-Pain) – 3:00

## Notowania
| Lista (2008)                   | Najwyższa pozycja |
| ------------------------------ | ----------------- |
| Bubbling Under Hot 100 Singles | 19                |